# Cantón de Blagnac
El cantón de Blagnac es una división administrativa francesa, situada en el departamento de Alto Garona y la región de Mediodía-Pirineos.

## Composición
El cantón de Blagnac incluye cuatro comunas:
- Blagnac
- Beauzelle
- Cornebarrieu
- Mondonville